# Ploceus olivaceiceps
Ploceus olivaceiceps là một loài chim trong họ Ploceidae.